# António Luís de Távora, 2.º Marquês de Távora

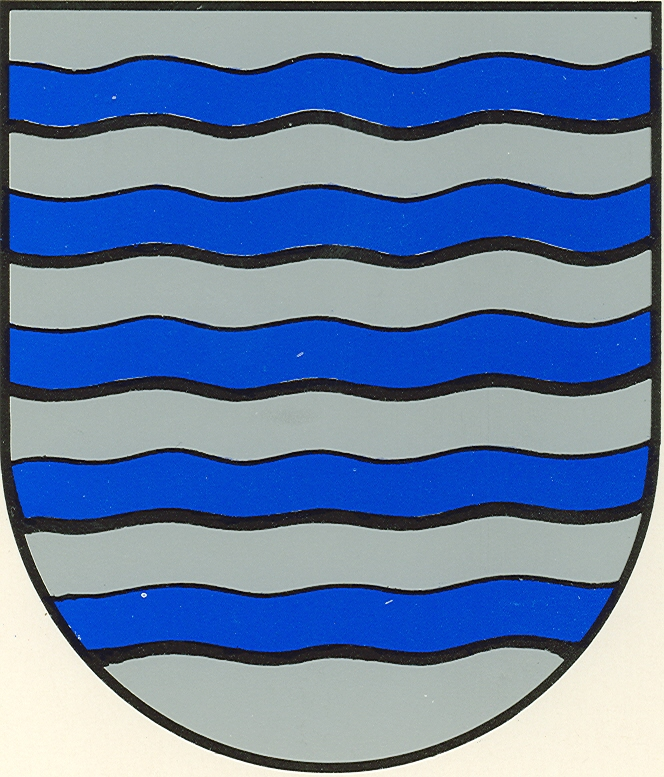
Armas da Família Távora

António Luís de Távora ou, em português antigo, Antonio Luiz de Tavora (1656 - 8 de Fevereiro de 1721), foi um nobre português, filho de Luís Álvares de Távora, 1.º Marquês de Távora (1634-1672) e de Maria Inácia de Meneses. Destacado militar do Exército português do século XVIII e fidalgo devoto, em ambas as características foi um fiel representante da fama dos homens da Casa de Távora. Deixou ampla descendência, mas viu o filho e o neto (herdeiros presuntivos de sua Casa) morrerem antes de si. Faleceu já sexagenário em 1721.

## Ascendência e Património
António Luís de Távora era o filho varão e herdeiro do 1.º Marquês de Távora, herói da Guerra da Restauração e que morreu num acidente quando António contava com apenas 16 anos. A mãe de António de Távora, Maria Inácia de Meneses, era filha de Rodrigo Lobo da Silveira, 1.º Conde de Sarzedas. Assumiu a chefia da Casa de Távora, de quem foi XVIII Senhor, pela morte de seu pai em 1672. De Luís herdou os títulos de 2.º Marquês de Távora, 4.º Conde de São João da Pesqueira, 8.º Senhor do Mogadouro, XVIII Senhor da Casa de Távora e o senhorio em baronia das vilas de Távora, Paradela, Valença do Douro, Castanheira, S. João da Pesqueira, Penas Roias, Castro Vicente, Alfândega, Mirandela, Mogadouro, Alijó, Favaios, Lordelo e Honra de Galegos, que no seu conjunto compreendiam 102 lugares; todos na província de Trás-os-Montes. António foi ainda Alcaide-mor da cidade de Miranda do Douro. Nos derradeiros anos do século XVII, mandou renovar e ampliar o Palácio dos Távoras em Mirandela.

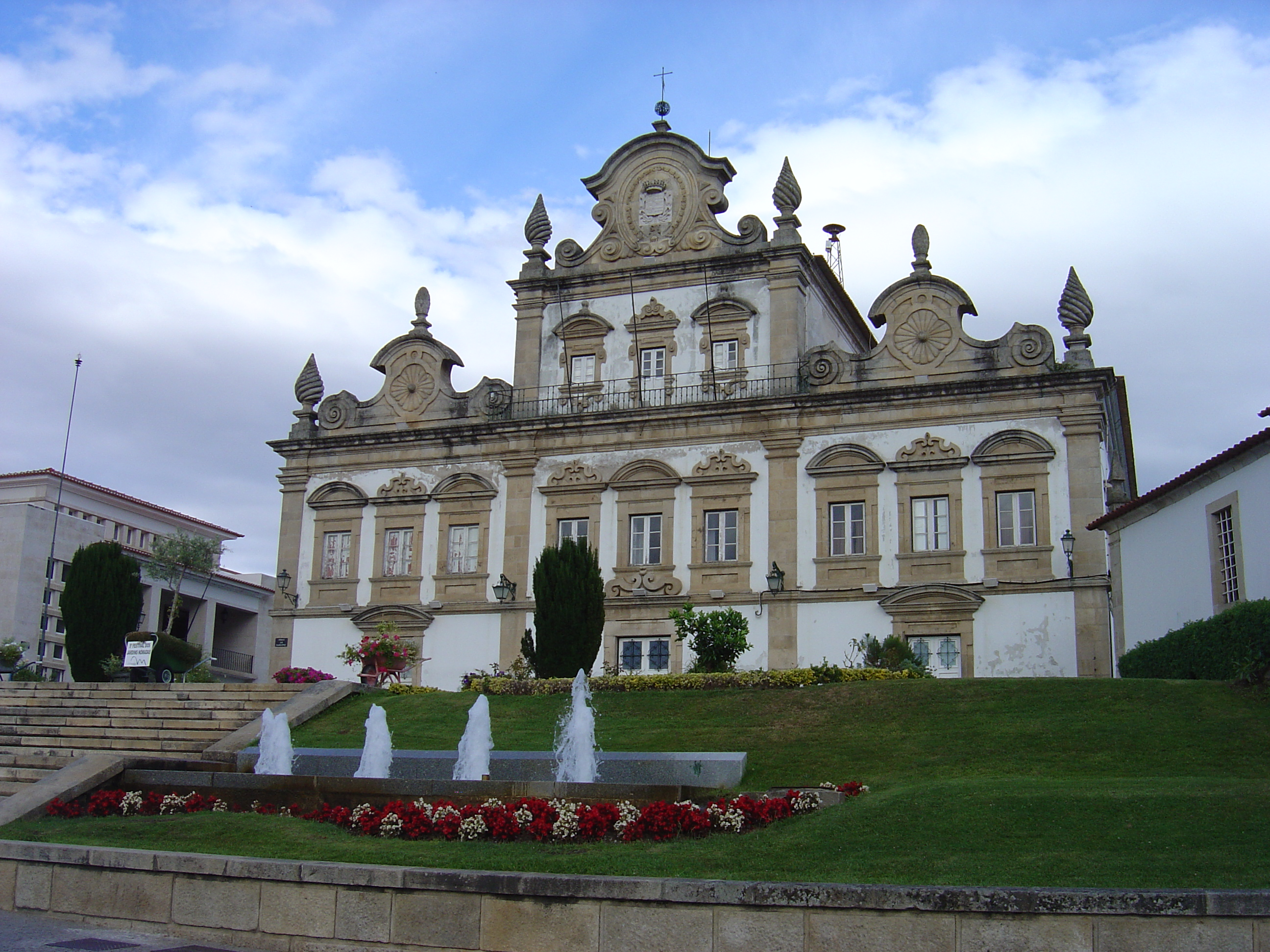
Palácio dos Távoras em Mirandela, onde hoje funciona a Câmara Municipal de Mirandela

A sua linhagem patrilínea, segundo Frei António Brandão na terceira parte da Monarquia Lusitana, pode ser traçada através de sucessivos Senhores de Távora até Rozendo Hermingues, 1.º Senhor de Távora, que viveu no século X. Este Rozendo era um dos filhos do Infante Alboazar Ramires, filho do rei Ramiro II de Leão.

## Carreira Militar
O jovem marquês seguiu a tradição familiar da carreira das armas, tendo servido na Guerra de Sucessão Espanhola (1702-1714) quando já cinquentenário, juntamente com seus irmãos, sobrinhos e Luís Bernardo e Francisco Xavier, seus filhos. António foi Mestre de Campo General de um terço de Infantaria e Tenente-General de Cavalaria de Trás-os-Montes.

## Devoção Religiosa
O chefe da Casa de Távora fez jus à afamada devoção dos seus antepassados, tendo sido padroeiro de numerosas instituições religiosas: Mosteiro de São Pedro das Águias, Mosteiro de S. Francisco do Mogadouro, Misericórdia da vila de Mogadouro, Abadia de S. Vicente de Vinhais, Abadia de S. Martinho, Abadia de S. Maria a Velha de Castelo-Branco, Abadia de São Pedro da Bemposta, Abadia de S. João Baptista de Távora, entre outras.

## Morte e sucessão da Casa de Távora
Faleceu com 65 anos a 8 de Fevereiro de 1721. Pese ter tido ampla descendência legítima, deixou a Casa de Távora com problemas sucessórios. O seu primogénito Luís Bernardo precedera-o três anos na morte e o único filho varão de Luís morrera de bexigas com 17 anos em 1716. Dos outros filhos de António, todos eram religiosos à excepção do grande comandante militar Francisco Xavier de Távora, que enlouquecera. A herança foi reclamada a Francisco nos tribunais por Leonor Tomásia de Távora, 3.ª Marquesa de Távora, neta de António e filha de Luís Bernardo, casada com seu primo Francisco de Assis de Távora, 3.º Conde de Alvor.

## Descendência
Havia casado a 2 de Junho de 1776 (com 20 anos) com Leonor Teresa Rosa de Sousa (ou de Mendonça), filha de Henrique de Sousa Tavares da Silva, 1.º Marquês de Arronches. Do enlace nasceram doze crianças, das quais nove atingiram a maioridade:
- Luís Bernardo de Távora, 5.º Conde de São João da Pesqueira (1677-1718), faleceu antes de seu pai, mas deixou descendência pelo casamento com Ana de Lorena, filha de Nuno Álvares Pereira de Melo, 1.º Duque de Cadaval
- Henrique Vicente de Távora (1678- ?), Doutor em Teologia, Deputado do Santo Ofício, Abade de Vinhais e Tesoureiro-mor da Sé Patriarcal.
- Bernardo de Távora (1678-1678), gémeo do precedente, morreu pouco tempo após o nascimento.
- Bernardo de Távora (1680- ?), morreu muito jovem.
- Mariana Teresa de Távora, Condessa de Atouguia (1681- ?) pelo casamento com Jerónimo de Ataíde, 9.º Conde de Atouguia.
- Miguel de Távora (1683 - 1759), O.S.A.,Doutor e Lente em Teologia na Universidade de Coimbra, Provincial da sua Ordem, arcebispo de Évora.
- Inácia Rosa de Távora, Marquesa de Gouveia (1685- ?) pelo casamento com Martinho de Mascarenhas, 3.º Marquês de Gouveia
- Bernarda Josefa de Távora, Condessa de Sarzedas (1686- ?), casada e logo viúva de seu tio João Alberto de Távora, 3.º Conde de São Vicente, casou em segundas núpcias com Rodrigo da Silveira, 3.º Conde de Sarzedas.
- Francisco Xavier de Távora (1687- ?) Mestre-de-Campo General dos Exércitos de Sua Majestade, Governador do Rio de Janeiro, padeceu de demência no final da vida.
- Isabel Micaela de Távora (1689-1689), morreu pouco após o nascimento.
- António Luís de Távora (1690) O.S.A., Provincial da sua Ordem em 1734.
- Caetana de Távora (1691- ?), Religiosa no Mosteiro da Anunciada em Lisboa.